# Thyrateles caliginops
Thyrateles caliginops är en stekelart som beskrevs av Heinrich 1961. Thyrateles caliginops ingår i släktet Thyrateles och familjen brokparasitsteklar. Inga underarter finns listade i Catalogue of Life.